# Leavenworth-ekspeditionen
Leavenworth-ekspeditionen var den amerikanske hærs første felttog mod indianere vest for Missouri River i august 1823. Det kom som en respons på arikaraernes drab på mindst fjorten pelsjægere en måned tidligere. Sammen med 700 siouxer angreb en blandet styrke af 220 soldater og 120 hævngerrige pelsjægere to sammenhængende arikara-byer ved Missouri River nord for Grand River, South Dakota. De beredne siouxer udkæmpede småkampe med byindianerne, mens hæren først nåede frem så sent, at arikaraerne havde søgt sikkerhed bag byernes palisader. Et bombardement af jordhytterne anrettede ikke de tilsigtede skader, og parterne tog kontakt til hinanden. Mens oberst Henry Leavenworth mente, at han havde forhandlet en fredsaftale på plads med høvding Little Soldier, sneg arikaraerne sig væk om natten. Dermed endte felttoget for hærens vedkommende, og det kom aldrig til kamp mellem arikaraerne og den amerikanske hær mere. Nogle pelsjægere stak flere jordhytter i den tomme by i brand, inden de forlod stedet.:53 og 54 
Leavenworth-ekspeditionen indgår i flere konstruerede scener i spillefilmen ”The Revenant” med Leonardo DiCaprio i hovedrollen.

## Tiden frem til sommeren 1823
Efter Lewis og Clark-ekspeditionens udforskning af bl.a. Missouri River prøvede flere pelskompagnier at høste profit af rigdommen af bævere og andre pelsdyr tusindvis af kilometer oppe ad floden, tæt på Rocky Mountains.
Arikaraerne angreb fra tid til anden bådene, der passerede deres byer, mens de andre gange hilste handelsfolk og fremmede besøgende velkomment.:53  I 1807 angreb de en båd med soldater og pelsjægere, der prøvede at sejle mandan-høvding Big White op til mandan-byerne efter hans besøg i Washington D.C.. Andre sammenstød fandt sted,:18  og i foråret 1823 slog arikaraerne til mod en handelspost over 200 km syd for deres byer. Angrebet lader til at have kostet to hvide ansatte:18  samt en angriber livet; sidstnævnte var angiveligt søn af en arikara-høvding.:183  Arikaraerne fik ry for at være besværlige og ikke til at stole på.:386 
Bag byindianernes svingende politik overfor de hvide lå en national egeninteresse, der uheldigvis fjernede dem mere og mere fra målet, de sigtede efter.:78  Da de angreb bådene i 1807, lå de dels i krig med mandanerne, og dels havde de kort tid før erfaret, at deres egen høvding Ankedoucharo, der havde besøgt Washington D.C. samtidig med Big White, var død under opholdet.:82  Med angrebet på Fort Recovery over 200 km borte i 1823 slog krigerne til mod folk, der solgte krudt og våben til deres fjender blandt de bisonjagende siouxer. I bund og grund ønskede arikaraerne sig også en lokal pelsopkøber eller i hvert fald en aftale om faste besøg af hvide handelsfolk, der under deres ophold i byerne gjorde det på stammens præmisser. Løfter blev givet af pelskompagnierne og ikke holdt;:86  disse fandt chancerne for et forretnings-eventyr så mange gange større andre steder end blandt de majsdyrkende arikaraer i et område uden mange bævere.:78  Endvidere gik pelskompagnierne over til en ny strategi i 1820erne, hvor de gjorde sig mindre afhængige af indianernes udbud af skind eller helt omgik dem ved at lade hyrede pelsjægere skaffe skindene.:53 

## Optakten til konflikten
Allersidst i maj lagde grundlæggeren af Rocky Mountain Fur Company, William Ashley, sine både med 90 mænd til bred lidt nedenfor arikara-byerne med omkring 140 hytter i alt.:199  Efter at have købt flere heste af indianerne var gruppen klar til at drage videre den 2. juni, men inden daggry blev en af Ashleys mænd dræbt i en af byerne.:53  Lysten til pigeselskab var årsagen til, at mændene opholdt sig dér midt om natten i stedet for i pelsjægerlejren udenfor.:78  Hvad der præcis skete i byen og udløste tabet af menneskeliv, er aldrig blevet opklaret.:18  Ved solopgang angreb arikaraerne resten af Ashleys mænd og skød navnlig mod lejren anlagt på land. Bådene søgte væk fra bredden. Mindst tretten blev dræbt straks eller døde siden under sejladsen ned ad floden. Arikaraerne tog alt efterladt af de flygtende.:183 
Ashleys beskeder med en bøn om hjælp nåede oberst Henry Leavenworth i Fort Atkinson i Nebraska små 700 km fra arikara-byerne den 18. juni.:181  En ekspedition mod byindianerne blev straks planlagt. Det stod Leavenworth klart fra start, at et militært samarbejde med arikaraernes fjender i sioux-stammen var nødvendigt for en vellykket kampagne mod deres befæstede byer.:182 
Leavenworth startede en syv uger lang march op langs Missouri River med hovedparten af sine 220 mænd. Resten tog flodvejen med en haubits og nogle kanoner samt proviant lastet i flodbåde.:182  En båd sank den 4. juli, og syv druknede.:186  De skulle blive hærens eneste tab.:233-234 
Flere yankton-siouxer øst for Missouri River sluttede sig til Leavenworth, da de forstod formålet med hans ekspedition. Sidst i juli voksede styrken med mange hunkpapa-, blackfeet- og brulé-krigere fra en lejr lakotaer tæt på Missouri River og handelsstationen Fort Recovery. Leavenworth blev bedt om at vente et par dage, så beredne krigere fra fjernere lakota-lejre kunne slutte sig til ham.:210  Hæren udnyttede tiden til at købe 1000 kg bisonkød for knap 40 liter whisky, der afhjalp tabet af proviant i forbindelse med bådulykken.:211 
Kun 25 km fra målet slog den samlede styrke lejr den 8. august. Hærskaren på omkring 700 siouxer, 220 soldater fra det 6. infanteri-regiment og nu også 120 pelsjægere fra forskellige pelskompagnier:210  blev døbt ”Missouri-legionen”.:212 

## Kampen
Næsten morgen indledte de beredne siouxer kampene med arikarerne, der mødte dem ude på prærien. Ti forsvarere faldt, før soldaterne til fods kom frem, og byindianerne trak sig i sikkerhed bag palisaden. Bådene med det tunge skyts lagde først til land så sent, at hæren udskød hovedangrebet til næste dag.:216 
Den 10. august beskød hæren arikaraerne med kanoner og haubitzeren fra høje stillinger omkring byen. Arikara-høvding Grey Eyes siges at være blevet dræbt under den første beskydning. En del kanonkugler strøg dog højt over hytterne og landede i floden, mens flere granater slog ned uden at eksplodere. Arikaraerne lod sig ikke drive fra byen. Uden fjender at bekæmpe tog siouxerne for sig af arikaraernes majs i de tilstødende marker,:217  og det samme gjorde flere pelsjægere og soldater.:221 
Inden dagen var omme, var der skabt kontakt mellem Leavenworth og arikara-høvding Little Soldier. Mange var dræbt, fortalte høvdingen, og arikaraerne ønskede kun fred nu. Leavenworth lagde sig ud med alle pelsjægerne, da han forsikrede, at en fredsaftale var det, han gik efter. Han, Little Soldier og andre mænd fra arikara-byerne satte sig på et bisonskind i græsset og indledte forhandlingerne. Pelsjægerne ønskede arikaraerne straffet og prøvede at forpurre samtalerne til Leavenworths irritation.:197  Siouxerne red imens væk med deres heste belæsset med majs.:224 

## De næste dage ved arikara-byerne
Hæren var ved at mangle proviant, men kvinderne i byerne bar majs og andre afgrøder ned til bådene ved bredden.:228  Leavenworth og høvdingen kom en fredsaftale nærmere de næste dage. Arikaraerne var dog ude af stand til at opfylde ét krav: At erstatte Ashleys tab af heste og det erobrede gods i pelsjægerlejren eller levere det tilbage. Dette var allerede byttet bort eller gået tabt i bombardementet. Pelsjægerne truede med et nyt angreb på byerne, men Leavenworth stoppede enhver tale om det. Aftenen kom, og parterne gik hver til sit.:229 
Næste morgen, den 13. august, var indianer-byerne tomme. Arikaraerne havde sneget sig væk i ly af mørket.:231  Hæren startede på hjemturen den 15. august.:199  Uden Leavenworths viden og til hans fortørnelse stak nogle folk fra pelskompagnierne arikaraernes jordhytter i brand.:232 

## Efter ekspeditionen
Leavenworth måtte døje hårdt kritik for sin gennemførelse af ekspeditionen. Efter de flestes mening skulle denne have være mere konsekvent og hårdhændet set i lyset af det skete, udgifterne til ekspeditionen og al besværet med at gennemføre den.:237  Trods kritikken blev han forfremmet til brigade-general i 1824.:246 
Angrebet på Ashleys lejr ved arikara-byerne 350 km syd for Canada gav næring til en indgroet frygt blandt amerikanerne om en skjult og ondsindet indblanding fra britiske pelskompagniers side.:7  For at markere sig og håndhæve amerikansk overhøjhed på den nordligste prærie sendte USA Atkinson-O'Fallon-ekspeditionen op ad Missouri River i 1825. Formålet var at indgå fredsaftaler med alle stammerne langs floden og indskærpe dem kun at handle med amerikanske pelskompagnier. Den 18. juni sejlede ekspeditionen forbi Grand River og de nedbrændte jordhytter og op til arikaraernes nye hjemsted omkring 15 km nordligere. Høvding Bloody Knife satte sin underskrift på en officiel fredsaftale, og det gjorde en ende på krigen startet i 1823.:131 
Skønt arikaraerne angreb både pelsjægere og ansatte i forskellige handelsstationer de næste år, skete der intet så dramatisk, at USA sendte hæren mod dem.:19 
Ashley og hans pelsjægere undgik sejladsen forbi arikaraerne fremover ved at tage turen til Rocky Mountains over land fra the Great Bend på Missouri River og så vestpå.:20 
Arikaraerne og forskellige siouxer vedblev at komme i væbnet konflikt med hinanden lige til USA satte en endegyldig stopper for stammernes indbyrdes kampe i 1880erne.:153 